# Szentlélek-patak
Szentlélek-patak är ett vattendrag i Ungern.   Det ligger i provinsen Nógrád, i den norra delen av landet, 70 km norr om huvudstaden Budapest.